# Stefano González
Stefano González (født 30. november 1974[kilde mangler] i Chile) er en dansk filminstruktør, der er uddannet på Den Danske Filmskole.
Han har bl.a. instrueret kortfilmen Kuppet (1999) med Claus Gerving og Erik Holmey, samt novellefilmen Nåletræer (2007) med Beate Bille og Jakob Cedergren.
Stefano fik et større kortfilmsgennembrud med kortfilmen "Selfie", som bl.a. er blevet udvalgt til Ekko Shortlist.